# Iwagi (Ehime)
La Villa de Iwagi (岩城村 Iwagi-mura?) fue una villa del Distrito de Ochi en la Región de Toyo (東予地方 Tōyo-chihō?) de la Prefectura de Ehime. El 1° de octubre de 2004 se fusiona con el Pueblo de Yuge y las villas de Ikina y Uoshima, formando el Pueblo de Kamijima.

## Características
Limitaba con el Pueblo de Yuge y la Villa de Ikina que actualmente son parte del Pueblo de Kamijima del Distrito de Ochi y el Pueblo de Hakata también del Distrito de Ochi (en la actualidad es parte de la Ciudad de Imabari), todas en la Prefectura de Ehime. También limitaba con la Ciudad de Innoshima (因島市 Innoshima-shi?) y el Pueblo de  Setoda (瀬戸田町 Setoda-chō?) del Distrito de Toyota (豊田郡 Toyota-gun?), ambas pasaron a ser parte de la Ciudad de Onomichi (尾道市 Onomichi-shi?) de la Prefectura de Hiroshima.
Era una villa constituida por la Isla Iwagi (岩城島 Iwagi-jima?) y varias islas menores.
En el centro de la Isla Iwagi se encuentra el Monte Sekizen (積善山 Sekizen-zan?), uno de los más altos del Mar Interior de Seto con 370 m, y uno de los lugares predilectos para apreciar las flores de sakura (con más de 3.000 árboles).

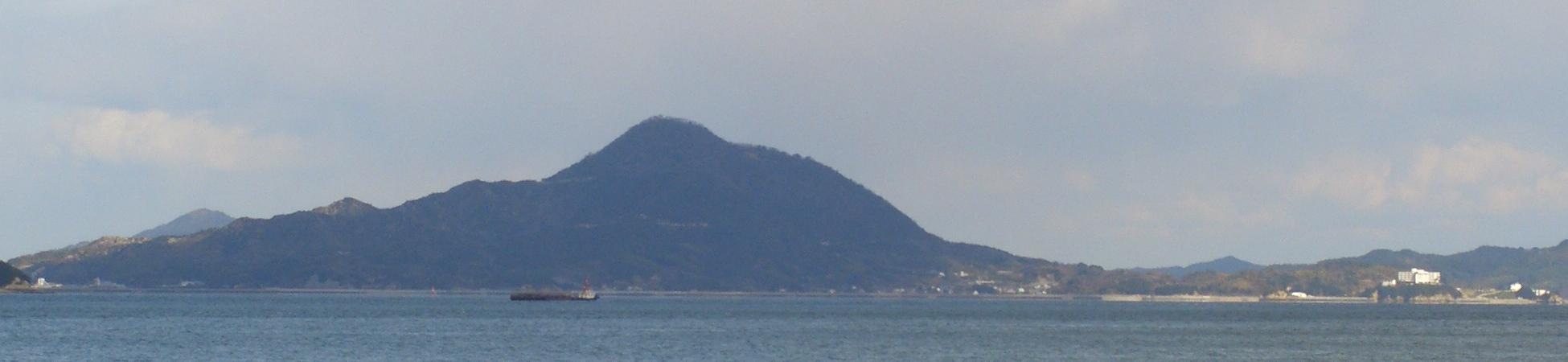
La Isla Iwagi vista desde el este.

## Accesos
Estaba comunicada mediante un servicio de ferry a las ciudades de Imabari en la Prefectura de Ehime e Innoshima (que actualmente es parte de la Ciudad de Onomichi) de la Prefectura de Hiroshima.